# Henrietta von Bünau
La contessa Henrietta Friederika von Bünau (1737 – Vienna, 16 marzo 1766) è stata una nobildonna tedesca.

## Biografia
Henrietta era la figlia del conte imperiale Heinrich von Bünau, politico e storico dell'elettorato di Sassonia, e della sua seconda moglie, Erdmuthe Friederike von Hoym-Guteborn, figlia di Carl Siegfried von Hoym.

## Matrimoni

### Primo matrimonio
Nel 1756 sposò un nobile danese di nome Frederik de Berregaard, ma rimase vedova in giovane età nel 1757. Il marito proveniva dalla ricca famiglia Berregaard, che nel XVIII secolo era tra i più grandi proprietari terrieri dello Jutland nord-occidentale, le lasciò l'intera fortuna e tre tenute danesi di Ørslev Kloster, Starupgård e Strandet.

### Secondo matrimonio
Henrietta incontrò poi David Murray, VII visconte Stormont, un diplomatico britannico, alla corte di Dresda. Si sposarono a Varsavia nel 1759. Il matrimonio fu considerato un matrimonio d'amore, e inaspettato, poiché si presumeva che Lord Stormont si sarebbe sposato con un membro della nobiltà britannica. Ricevette una lettera dallo zio di suo marito, Lord Mansfield, che la dava il benvenuto nella famiglia. Dopo il suo secondo matrimonio, vendette le sue proprietà in Danimarca nel 1760 al sindaco di Nyborg. Ebbero due figlie:
- Lady Elizabeth Murray (18 maggio 1760-1 giugno 1825)[1][5], sposò George Finch-Hatton, ebbero tre figli;
- Henrietta Anne Murray (16 ottobre 1764-1765).

Nel 1763 suo marito venne nominato ambasciatore a Vienna alla corte dell'imperatrice Maria Teresa. Il suo status, come contessa imperiale austriaca di nascita, aiutò la coppia a trovare accettazione nell'alta società viennese. Il padre di Henrietta aveva prestato servizio come diplomatico imperiale e, attraverso quelle connessioni, lei fu in grado di ospitare salotti di successo nella capitale austriaca. Il suo fascino e la sua influenza assicurarono una connessione per suo marito con Wenzel Anton von Kaunitz-Rietberg, uno dei più potenti cancellieri di stato e stretto consigliere dell'imperatrice.

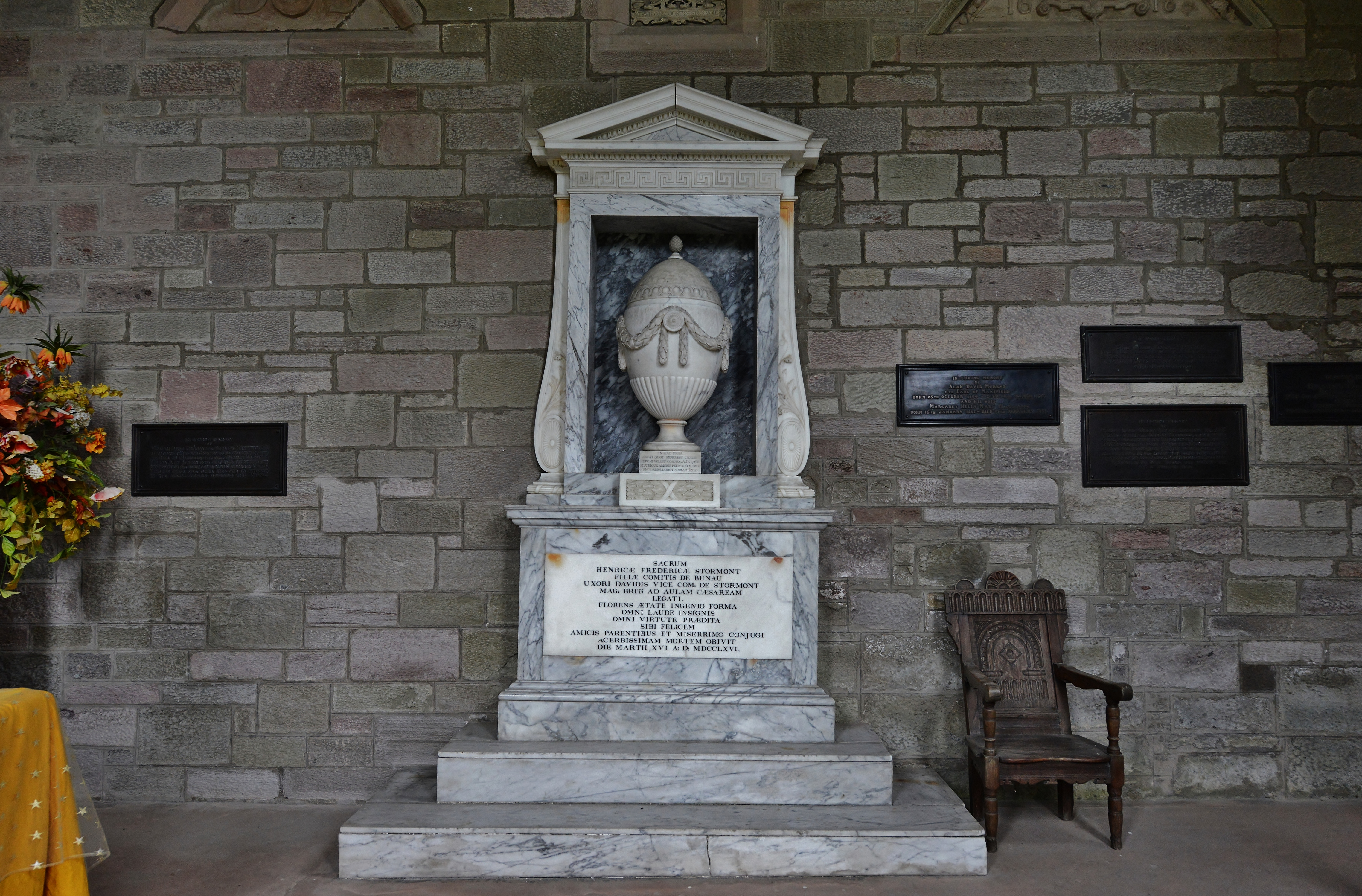
Monumento commemorativo di Lady Stormont nella cappella di Scone Palace.

## Morte
La sua salute era cagionevole e morì a Vienna il 16 marzo 1766, all'età di 29 anni. Dopo la sua morte, suo marito ebbe un crollo nervoso e gli fu concesso un lungo periodo di aspettativa dal suo incarico a corte. Fu sepolta nella chiesa protestante viennese, ma il suo cuore fu imbalsamato in un vaso d'oro e portato a Scone Palace.